# Le Rital (chanson)
Pour l’article homonyme, voir Le Rital.
Singles de Claude Barzotti
Madame
(1982) Je ne t'écrirai plus
(1984)
Le Rital est une chanson du chanteur belge Claude Barzotti, parue sur son deuxième album studio éponyme. Elle est sortie en novembre 1983 en tant que premier single de l'album.
C'est une chanson phare et le plus grand succès du chanteur, s'écoulant à plus de 900 000 exemplaires. Elle est certifiée disque d'or en France.

## Contexte
La chanson est écrite et composée par Claude Barzotti et co-écrite par Anne-Marie Gaspard. Elle est enregistrée en 1983 au studio CBE à Paris pour son deuxième album, également intitulé Le Rital et elle est sortie en novembre la même année. C'est une libre adaptation de L'italiano de Toto Cutugno. La chanson devient le plus grand succès de la carrière de Claude Barzotti, et le titre du morceau devient son sobriquet. La chanson autobiographique traite de l'intégration du chanteur d'origine italienne en Belgique et fait référence au mode de vie, aux habitudes et à la fierté italienne du chanteur alors qu'il s'adapte à son nouveau pays,.
En décembre 1985, le chanteur déclare au sujet de Le Rital : « J'ai été directeur artistique dans une maison de disque ; à chaque réunion, le patron me disait : « Tu as un seul défaut, t'es Rital ! », ça m'a donné l'idée d'écrire ce que c'est d'être enfant et de se faire traiter des noms habituels qu'on donne aux Italiens. Non, je ne suis pas déraciné, les Italiens sont maintenant complètement intégrés. Les Arabes ont pris leur place. Cette chanson a du reste déclenché un volumineux courrier de travailleurs étrangers, d'émigrés. J'ai l'impression qu'avec ce succès, le mot « Rital » a perdu son sens péjoratif » ».

## Accueil commercial
Le Rital devient le deuxième et plus grand succès du chanteur, se vendant à plus de 900 000 exemplaires et a été certifié disque d'or en France par le Syndicat national de l'édition phonographique. Il a atteint la première place du classement français des ventes de 45 tours de décembre 1983 à janvier 1984. Le titre s'est également classé dans les hit-parades flamands où il a atteint la 13e place de l'Ultratop 50 et la 17e place du BRT Top 30.

## Liste des pistes
| A. | Le Rital                           | 3:28 |
| B. | Entre c'qu'on dit et ce qu'on fait | 3:05 |

## Crédits
- Claude Barzotti – chant, paroles, musique
- Anne-Marie Gaspard – paroles
- Michel Célie – paroles (piste B)
- Bernard Estardy – arrangements, prise de son, réalisation artistique
- Alain Butet – réalisation artistique
- Alain Marouani – photographie

Crédits adaptés de Discogs.

## Classements et certifications
| Classement (1983–84)                   | Meilleure position |
| -------------------------------------- | ------------------ |
| Belgique (Flandre Ultratop 50 Singles) | 13                 |
| Europe (European Top 100)              | 88                 |
| France (SNEP)                          | 1                  |
| Québec (Palmarès francophone)          | 13                 |

| Classement (1983) | Position |
| ----------------- | -------- |
| France (SNEP)     | 8        |

### Certification
| Pays                                                             | Certification | Ventes certifiées |
| ---------------------------------------------------------------- | ------------- | ----------------- |
| France (SNEP)                                                    | Or            | 500 000*          |
| *Ventes selon la certification xNon précisé par la certification |               |                   |

## Historique de sortie
| Pays     | Date | Format   | Label  |
| -------- | ---- | -------- | ------ |
| France   | 1983 | 45 tours | Déesse |
| Pays-Bas | 1983 | 45 tours | Sky    |
| Canada   | 1984 | 45 tours | Gamma  |

## Dans la culture populaire
En 2006, la chanson figure, avec une autre chanson du chanteur, Madame, sur la bande originale du film Camping de Fabien Onteniente.

## Reprises
Le Rital a été repris et adapté par différents artistes :
- Le Pied-Noir est une parodie chantée par Raymond Chayat en 1984[15] ;
- le compositeur français Caravelli en 1984, dans une version instrumentale, parue sur l'album On va s'aimer[2] ;
- le chanteur belge Jo Vally (nl) en 2002, dans une adaptation en néerlandais sous le titre Het waren nog maar kinderen[2].
- En 2002, sur l'album de Loft Story 2, un duo est enregistré en ajoutant la voix de la candidate Sandra Colombé remplaçant celle de Claude Barzotti sur certains couplets et l'accompagnant sur le refrain.